# 돈 린
돈 린(Dawn Lyn, 1963년 1월 11일 ~ )은 미국의 배우, 텔레비전 배우, 영화배우이다.

## 방송
- 나의 세 아들

## 영화
- 터프 트레이드 (2010년)
- 블랙, 화이트 앤 블루스 (2010년)
- 컨트리 스트롱 (2010년)
- 엽기 캠퍼스 3 (2009년)
- 워킹 톨 3 (1977년)
- 워킹 톨 2 (1975년)
- 워킹 톨 (1973년)
- 119 구조대 (1972년)
- 슛 아웃 (1971년)
- 닥터 웰비 (1969년)
- 제12순찰대 (1968년)
- 나의 세 아들 (1960년)
- 딜론 보안관 (1955년)